# Westchase
Westchase är en ort (CDP) i Hillsborough County, i delstaten Florida, USA. Enligt United States Census Bureau har orten en folkmängd på 21 747 invånare (2010) och en landarea på 25,6 km².